# Jean Pape
Ara Jean Papazian dit Jean Pape est un dessinateur et un scénariste de bande dessinée né le 30 mai 1920 à Smyrne et mort le 8 novembre 2002 à Nogent-le-Rotrou.

## Biographie
Arménienne, sa famille est en butte aux persécutions turques et son père, Aram Papazian, qu'il ne connaîtra pas, meurt en prison. En 1925, la famille Papazian quitte la Turquie et après s'être installée quelque temps en Grèce, rejoint définitivement la France. À la suite de ses études secondaires, le jeune Ara travaille dans un premier temps dans la joaillerie, mais il est surtout passionné de dessin et dès 1941, il entre comme lettreur aux Éditions Mondiales et l'année suivante, il dessine des planches de Robin des bois dans le magazine l'Aventureux, avant d'être envoyé en 1943 à Vienne dans le cadre du STO.
De retour en France, il fournit  des dessins et illustrations à divers éditeurs dont Sagédition mais surtout à compter de 1946, pour la Société d'éditions générales  une entreprise du groupe Jean Chapelle, qui devait se spécialiser par la suite dans les publications des petits formats. Dès lors, toute sa carrière se déroulera exclusivement au sein des différentes sociétés de ce groupe. En 1948, Jean Chapelle lui confie la responsabilité de chef de fabrication du journal Jeudi magazine qui  deviendra Zorro, puis en 1955 il se voit chargé de la direction artistique et technique des publications des entreprises du groupe, ce qui lui permettra de coordonner les travaux d'une équipe de dessinateurs parmi lesquels on compte Maxime Roubinet, André Oulié, Pierre Le Goff, Jean Marcellin, Guy Marcireau, Pierre Dupuis, Marcel Radenen, Jean-Claude Forest, Lucien Nortier, Francis Bergèse...
Cette  activité technique et artistique ne s'effectue pas au détriment de son travail de dessinateur. Il crée ainsi plusieurs personnages: O'Brien, Jim Gordon, Dan Jarry, Mic Arsène, héros d'histoires d'espionnage, d'aventure ou policière dont les scénarios sont souvent dus à la plume de Michel Bergerac. Mais surtout, il reprend des mains d'André Oulié le personnage de Zorro en 1967  qu'il animera pendant 107 épisodes jusqu'en 1977.
Il prend sa retraite en 1980, à l'occasion du dépôt de bilan des entreprises du groupe Chapelle. Il meurt en 2002 et il est enterré au cimetière de Soizé en Eure-et-Loir. Jean Pape n'avait pas la nationalité française ; il était apatride placé sous la protection de l'Office français de protection des réfugiés et apatrides (OFPRA). Son fils André Papazian qui fut son collaborateur pour Zorro, se préoccupe depuis de la publication de plusieurs de ses travaux.

## Publications
- Sergent O'Brien, intégrale,
  - Tome 1, Jean Pape (scénario et dessin), François Jarry (couverture), Editions du Taupinambour, 2013
  - Tome 2, Jean Pape (scénario et dessin), François Jarry (couverture), Editions du Taupinambour, 2013
  - Tome 3, Jean Pape (scénario et dessin), François Jarry (couverture), Editions du Taupinambour, 2013
  - Tome 4, Jean Pape (scénario et dessin), François Jarry (couverture), Editions du Taupinambour, 2013
- Zorro
  - Tome 1, L'enlèvement de Juanita, André Papazian (scénario), Jean Pape (dessin), Gible, Didier Rayn Daniel Florent et François Corteggiani (couleur), Editions Varou, 2016
  - Tome 2, Les espions, André Papazian (scénario), Jean Pape (dessin), Gible (couleur), Editions Varou, 2018